# انتشارات ویستار
انتشارات ویستار از موسسه‌های انتشاراتی سرشناس ایرانی است. مدیر این انتشارات فرخنده حاجی‌زاده، نویسنده و شاعر ایرانی است و مدیریت کتابفروشی آن را پسرش، پژمان سلطانی برعهده دارد.
در سال‌های اخیر این انتشارات همواره با مشکلات بسیاری روبرو بوده‌است، مانند تخریب غیرقانونی کتابفروشی‌اش و ممانعت از ورودش به نمایشگاه کتاب و همواره در حالت تعطیل یا غیرفعال بوده‌است.
کتابفروشی انتشارات ویستار محل تجمع اهل قلم و علاقمندان به کتاب نیز بود و جلسه‌های شعرخوانی، قصه‌خوانی و گفت و شنود با اهل قلم در محل کتاب فروشی ویستار برگزار می‌شد. به دستور اداره اماکن با کتابفروشی‌هایی که «کافه کتاب» داشتند برخورد شد و در همین زمان با شکایت مالک محل کتابفروشی، محمدعلی ذوالفقاری و با وکالت محمود حمزه، یک سرهنگ بازنشسته و وکیل دادگستری کنونی، مأموران اجرای احکام مجتمع قضایی شهید بهشتی با کامیون، کارتن و کلیدساز برای شکستن درب کتابفروشی و بردن کتاب‌ها، به کتابفروشی ویستار مراجعه کردند.
وزارت ارشاد در سال ۱۳۸۸ آخرین کتاب انتشارات ویستار را هم غیرمجاز اعلام کرد و مجوز چاپ کتاب را صادر نکرد. این کتاب نوشتن تا مغز استخوان، اثر ناتالی کولد برک با ترجمه شهرام عدیلی‌پور بود که دربارهٔ شیوهٔ نگارش رمان است و از سال ۱۳۸۵ تا ۱۳۸۸ در وزارت ارشاد بلاتکلیف مانده بود.